# Städtisches Adolf-Weber-Gymnasium München
Das Städtische Adolf-Weber-Gymnasium (kurz: AWG) ist ein Gymnasium im Münchner Stadtbezirk Neuhausen-Nymphenburg.
Es bietet neben einem achtjährigen Zweig (verkürzter Bildungsgang – G8) auch eine Ganztagesklasse an und ist auf die Integration von blinden und sehbehinderten Schülern spezialisiert. Zudem hat die Schule drei Sprachvorbereitungsklassen (SVK), die ausländische Kinder in die Sprache einführen und versuchen, dann diese in „normale“ Klasse einzugliedern.

## Geschichte
Am 17. April 1942 wurde an der städtischen Wirtschaftsaufbauschule der Wirtschaftsoberrealschulzweig (WOR) gegründet. 
1944 fiel das Schulhaus einem Bombenangriff zum Opfer, sodass der Schulbetrieb vorübergehend ausgesetzt werden musste. 
Ab dem 21. Februar 1946 war es Mädchen erstmals gestattet, die Schule zu besuchen, und seit 18. September 1956 wurde die uneingeschränkte Hochschulreife anerkannt.
1963 wurde die Schule nach dem deutschen Wirtschaftswissenschaftler Adolf Weber benannt und zog im Januar 1965 in das neue Schulgebäude in der Kapschstraße. Davor war die Schule im Gebäude der Volksschule an der Schwanthalerstraße untergebracht.
1979/1980 wurden das erste Mal blinde mit nicht blinden Schülern zusammen unterrichtet, außerdem wurde Latein als zweite Fremdsprache eingeführt.
Im Schuljahr 2002/2003 wurden eine Gruppe von Schülern zu Streitschlichtern ausgebildet
2006/2007 wurde das Fach Wirtschaftsinformatik als Unterrichtsfach eingeführt.

## Unterricht
Ab der 8. Klasse wird am AWG das Hauptfach Wirtschafts- und Rechtslehre unterrichtet. Zudem erhalten die Schüler Unterricht im Fach Wirtschaftsinformatik.
Im Rahmen des in der 9. Klasse stattfindenden zweiwöchigen Betriebspraktikums lernen die Schüler im Unterricht das Formulieren von Bewerbungsschreiben sowie das Anfertigen eines mehrseitigen Berichts über die verschiedenen Tätigkeitsbereiche während des Praktikums.
Seit dem Schuljahr 2014/2015 bietet die Schule ab der 8. Jahrgangsstufe auch einen sprachlichen Zweig mit dem Fach Spanisch an.

## Integration von behinderten Schülern
Am AWG werden blinde, seh- und körperbehinderte Schüler in den normalen Unterricht integriert. Für die Anfertigung der benötigten Materialien steht ein eigenes Sekretariat für die blinden und sehbehinderten Schüler zur Verfügung. Das Schulhaus des Adolf-Weber-Gymnasiums ist behindertengerecht ausgebaut.

## Einführungsklasse
Eine Besonderheit des Adolf-Weber-Gymnasiums ist die Einführungsklasse, die Schülern mit Realschulabschluss („Mittlere Reife“) die Möglichkeit bietet, das Abitur zu erlangen. Voraussetzung für den Übertritt ist ein Gutachten der Schulleitung der Realschule, die der Schüler zuvor besucht hat und das ihm die Eignung für den Besuch einer Einführungsklasse bescheinigt. Die Ausstellung dieses Gutachtens ist nicht an einen bestimmten Notenschnitt in der Mittleren Reife gebunden; allerdings erwartet die Schule gute und befriedigende Noten in den Kernfächern als Voraussetzung. Die endgültige Anmeldung erfolgt, sobald die Schüler ihr Abschlusszeugnis erhalten haben.
Die Einführungsklasse entspricht einer zehnten Klasse, weicht aber im Stundenplan vom üblichen der 10. Jahrgangsstufe ab. So besteht das Hauptziel in diesem Jahr darin, Französisch in acht Wochenstunden als zweite Fremdsprache zu erlernen.
Des Weiteren hat man sechs Stunden Mathematik, sechs Stunden Englisch, vier Stunden Deutsch, zwei Stunden Physik, vier Stunden Wirtschaft/Rechnungswesen und zwei Stunden Sport. Bis zum Halbjahr gibt es eine Probezeit, die ausnahmsweise bis zu den Pfingstferien verlängert werden kann. Nach erfolgreichem Abschluss der Übergangsklasse folgt eine normale 11. Klasse, meist mit einer zusätzlichen Stunde Französisch.
Schüler, die vor der Einführungsklasse noch nie Französisch als Pflichtfach hatten, müssen die Sprache bis zur zwölften Klasse belegen und in den Semestern 12/1 und 12/2 in ihr Abitur einbringen.

## GLOBE-Programm
Das AWG ist eine von rund 450 deutschen Schulen, die am GLOBE-Programm (Global Learning and Observations to Benefit the Environment) teilnehmen.

## Partnerschulen
Das AWG pflegt die guten Kontakte zu seinen Partnerschulen in England (London), Frankreich (Lyon), Italien (Rom/Ostia), Südafrika (Kapstadt) und den USA (Hurst, TX) mit jährlichen Austauschprogrammen.

## Soziales Engagement
Am AWG findet jährlich ein Weihnachtsbasar zugunsten jährlich wechselnder sozialer Projekte auf der ganzen Welt statt.
Ebenfalls engagiert sich das AWG seit dem Schuljahr 2012/2013 für die bundesweite Aktion „Schule gegen Rassismus“ unter der Schirmherrschaft von Sabine Leutheusser-Schnarrenberger.

## Persönlichkeiten

### Alumni
- Franz Xaver Kroetz (* 1946), Regisseur, Schauspieler und Autor; brach 1961 die damalige Wirtschaftsoberschule ab
- Franz Xaver Ohnesorg (1948–2023), Kulturmanager; Abiturjahrgang 1968
- Dieter Kempf (* 1953), Ökonom; Abiturjahrgang 1972
- Sophie in Bayern (* 1967), Erbprinzessin von Liechtenstein, Nichte des Oberhauptes der Wittelsbacher Franz von Bayern; Abiturjahrgang 1988
- Stephan Pilsinger (* 1987), Allgemeinarzt und Politiker (CSU), Mitglied des Deutschen Bundestages; Abiturjahrgang 2007

### Lehrer
- Peter Dempf (* 1959), Autor, ehem. Lehrer am Adolf-Weber-Gymnasium
- Aloys Goergen (1911–2005), Professor für Liturgiewissenschaft und Ästhetik; Religionslehrer von 1946 bis 1963